# Felt Mountain
Felt Mountain – debiutancki album brytyjskiego duetu Goldfrapp, wydany przez Mute Records 11 września 2000 roku.
Płytę promowały cztery single: „Lovely Head”, „Utopia” (później zremiksowana jako „Utopia (Genetically Enriched)”), „Human” i „Pilots”. Krążek osiągnął średni sukces na listach sprzedaży, lecz dostał pozytywne recenzje.

## Lista utworów
Wszystkie utwory napisane i skomponowane przez Alison Goldfrapp i Willa Gregory’ego, o ile nie zaznaczono inaczej.
1. „Lovely Head” – 3:49
2. „Paper Bag” – 4:07
3. „Human” – 4:34 (Goldfrapp, Gregory, Bob Locke, Tim Norfolk)
4. „Pilots” – 4:27
5. „Deer Stop” – 4:04
6. „Felt Mountain” – 4:15
7. „Oompa Radar” – 4:44
8. „Utopia” – 4:16
9. „Horse Tears” – 5:10

Dodatkowe utwory na edycji specjalnej
1. „Pilots (On a Star)” – 3:57
2. „UK Girls (Physical)” – 4:51 (Steve Kipner, Terry Shaddick)
3. „Lovely Head” (Miss World Mix) – 3:51
4. „Utopia” (New Ears Mix) – 3:10
5. „Human” (Calexico Vocal) – 4:49
6. „Human” (Massey’s Cro-Magnon Mix) – 5:55
7. „Utopia” (Tom Middleton’s Cosmos Vocal Mix) – 8:17

A Trip to Felt Mountain – 7:19 (video)

## Twórcy
Źródło:
- Alison Goldfrapp – śpiew, chórki
- Will Gregory – syntezatory, keyboard, aranżacje instrumentów strunowych i dętych
- Nick Batt – syntezatory, bas, instrumenty perkusyjne, programming, miks, inżynier
- Adrian Utley – bas
- Tony Orrell, John Parish – perkusja
- Rowen Oliver – perkusja
- Andy Bush – flugelhorn
- John Cornick – puzon
- Stuart Gordon – skrzypce, altówka
- Ben Waghorn – saksofon
- Rowen Oliver – strój instrumentów strunowych
- Dave Bascombe, Kevin Paul – miks
- David Lord, Kevin Paul – inżynier
- John Dent – mastering

## Notowania
| Kraj i lista                      | Pozycja |
| --------------------------------- | ------- |
| Australia (ARIA)                  | 44      |
| Austria (Ö3 Austria Top 40)       | 44      |
| Francja (SNEP)                    | 48      |
| Niemcy (Media Control)            | 36      |
| Szwajcaria (Alben Top 100)        | 98      |
| Wielka Brytania (UK Albums Chart) | 57      |

## Certyfikaty
| Kraj                  | Certyfikat  |
| --------------------- | ----------- |
| Wielka Brytania (BPI) | złota płyta |